# Maresias

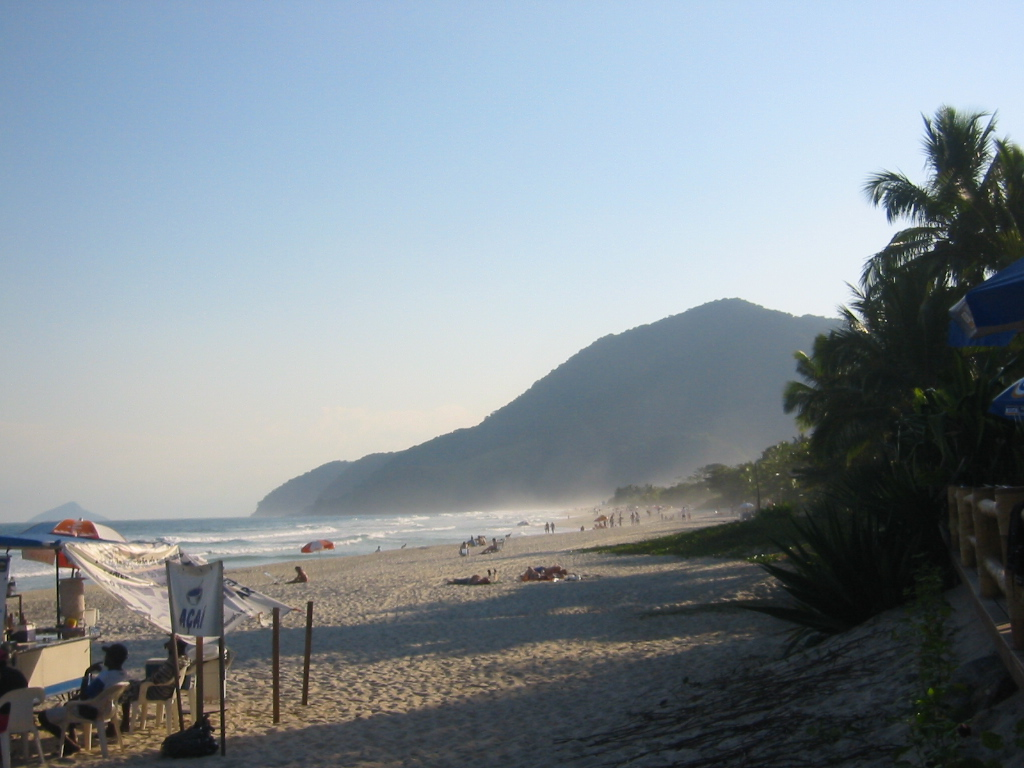
Strand von Maresias. Blick vom östlichen Ende des Strandes nach Westen.

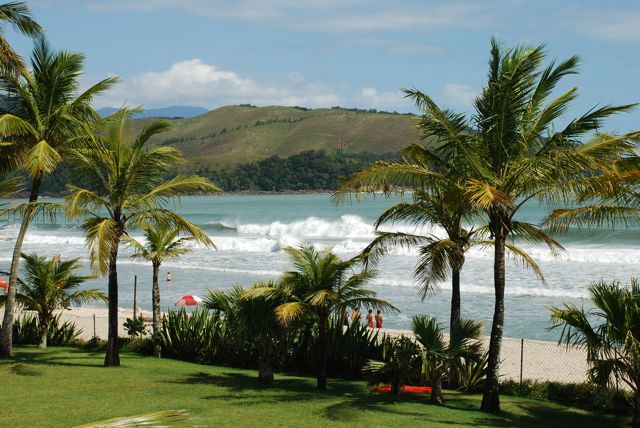
Strand von Maresias. Blick auf den Atlantik vom mittleren Strandabschnitt.

Maresias ist ein Ortsteil der im brasilianischen Staat São Paulo gelegenen Stadt São Sebastião. Der Ort liegt am Atlantischen Ozean. Sein etwa 5 km langer Strandabschnitt ist nach Süden ausgerichtet. Der Ort und wird durch eine Bergkette der Serra do Mar natürlich von den benachbarten Orten Boiçucanga im Westen und Paúba im Osten getrennt. Am östlichen Ende des Strandes mündet der gleichnamige Fluss in den Atlantik.
Touristisch ist der Ort verhältnismäßig gut ausgebaut; es gibt zahlreiche Hotels und Restaurants in unmittelbarer Nähe zum Strand. Er gilt als populäre Surfregion und es befindet sich einer der bekanntesten Clubs Brasiliens für elektronische Musik im Ort. Dies führt dazu, dass der Ort für seine Größe in Brasilien auffallend bekannt ist.
Koordinaten: 23° 48′ S, 45° 33′ W